# Eismeermuseum Aarvak

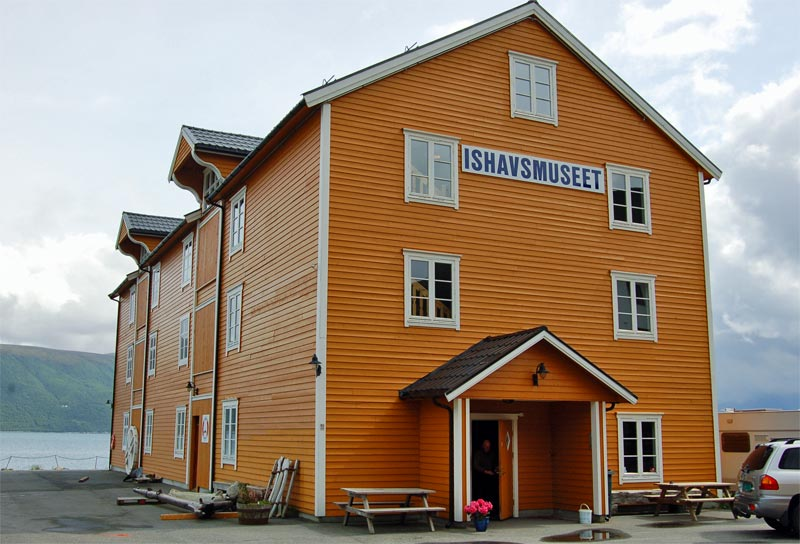
Das Eismeermuseum in Brandal

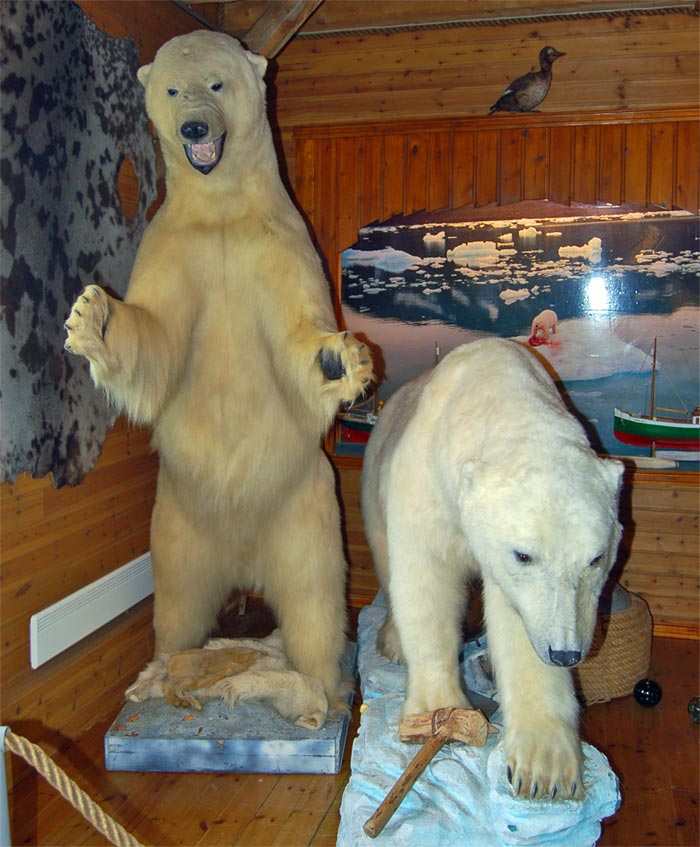
Eisbären

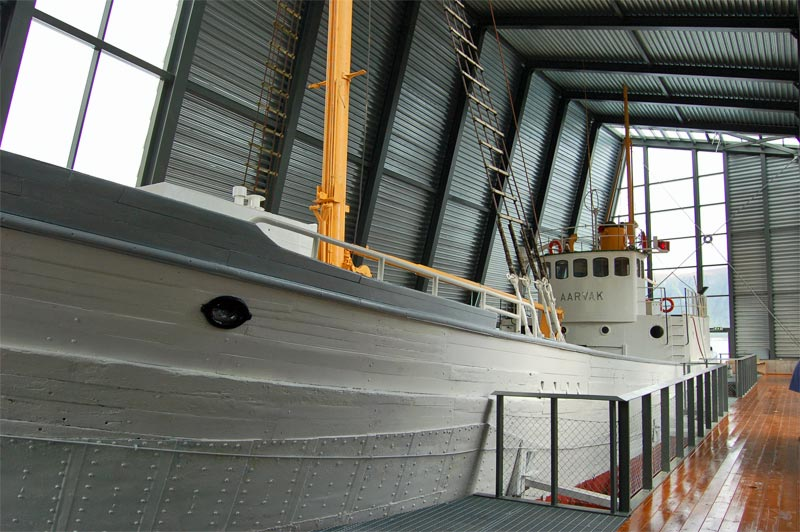
Eismeerschiff „Aarvak“

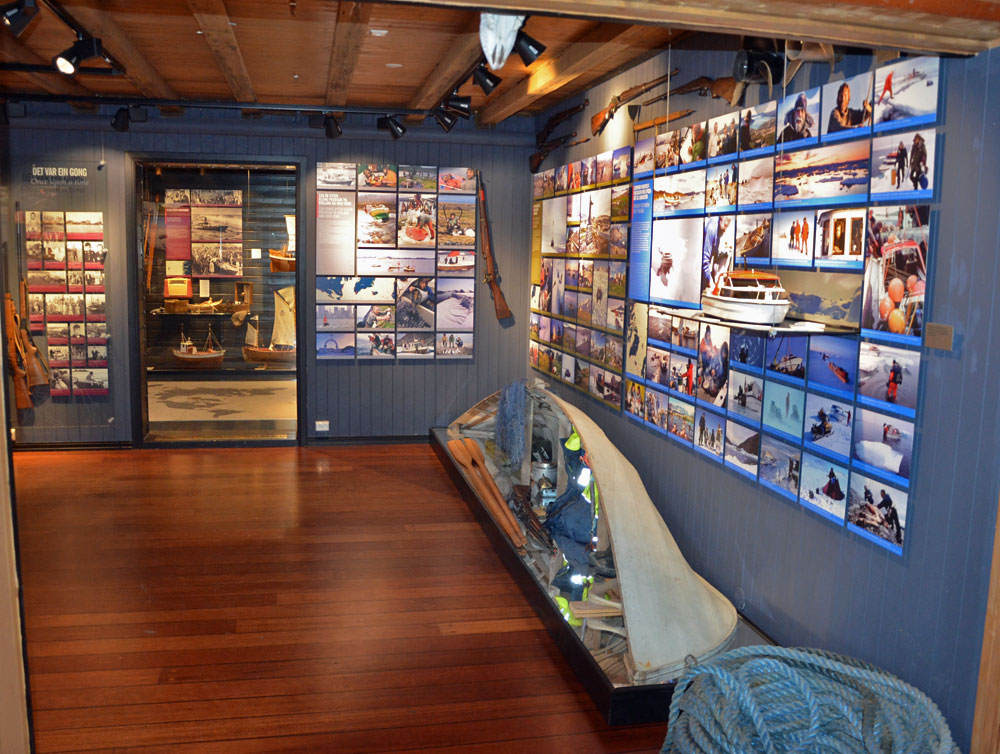
Ausstellung über Ragnar Thorseth

Das Eismeermuseum Aarvak (Ishavsmuseet Aarvak) befindet sich in Brandal auf der westnorwegischen Insel Hareidlandet.
Das 1981 gegründete Museum befasst sich mit dem Robbenfang und anderen Aktivitäten in den nordpolaren Regionen.
Neben rund 600 Ausstellungsstücken ist das Eismeerschiff Aarvak die Hauptattraktion des Museums. Im Museum sind zahlreiche Präparate arktischer Tiere wie Moschus, Polarwolf, Polarfuchs, Eisbären, Robben und arktische Vögel ausgestellt.
Das Museumsgebäude wurde in den 1950er Jahren als Lager für die Ausrüstung der Eismeerschiffe und als Werkstatt zur Verarbeitung von Robbenhäuten erbaut.

## Brandal und der Robbenfang
Die Ortschaft Brandal war ab 1898 ein Zentrum des Robbenfangs im westlichen Norwegen. Pionier des Robbenfangs war Peter S. Brandal, der als Erster zunächst von Ålesund aus mit Fischkuttern zu den arktischen Robbenfanggebieten segelte. Später baute er in seinem Heimatort Brandal Fabriken zur Herstellung von Robben- und Heringsöl auf. Während des Ersten Weltkrieges schloss sich Peter S. Brandal mit anderen Reedern zusammen und gründete die Bergwerksgesellschaft Kings Bay Kull Comp A/S in Ny-Ålesund auf Spitzbergen. Peter S. Brandal wurde 1919 zum Ritter des königlichen Sankt-Olav-Ordens ernannt.
Bis zu 47 Eismeerschiffe hatten ihren Stützpunkt in Brandal. Den wirtschaftlichen Höhepunkt erlebte Brandal am Ende der 1920er Jahre. 75 Eismeerschiffe aus Westnorwegen beteiligten sich an der Robbenjagd, und mehr als 1000 Männer waren in der Industrie beschäftigt. Robbenfang war ein gefährlicher Beruf. Von 1924 bis 1939 sind 115 Eismeerschiffe durch Eispressung oder Unwetter verloren gegangen.

## EismeerschiffAarvak
Die Aarvak wurde im Jahr 1912 in Bergen gebaut. Der Rumpf des Schiffes bekam eine Form, die für norwegische Eismeerschiffe erst nach dem Zweiten Weltkrieg üblich wurde. Das Schiff hat eine Länge von 90 Fuß, eine Breite von 21,6 Fuß und einen Tiefgang von 10,6 Fuß. Angetrieben wurde es von einer Dampfmaschine mit 74 PS Leistung.
Das Schiff wurde mehrmals umgebaut, unter anderem 1956 auf 112,8 Fuß verlängert. 1948 wurde die Dampfmaschine durch einen Crossley-Dieselmotor mit 400 PS ersetzt, dieser wiederum im Jahr 1964 durch einen Wichmann-Dieselmotor mit 600 PS, der noch heute vorhanden ist.
Die Aarvak war von 1912 bis 1981 als Robbenfänger in Betrieb. Seit 1981 ist das Schiff Bestandteil des Eismeermuseums. Das Schiff ist seit Juni 2009 in einer eigenen Schiffshalle ausgestellt.

## Ragnar Thorseth
Im Oktober 2012 hat der Abenteurer Ragnar Thorseth eine eigene Ausstellung im Museum bekommen. Ausgestellt werden verschiedene Ausrüstungsgegenstände, Schiffs- und Bootsmodelle sowie Fotografien seiner zahlreichen Expeditionen.